# Allá vá eso
Ceci va par là
L'eau-forte Allá vá eso (en français Ceci va par là) est une gravure de la série Los caprichos du peintre espagnol Francisco de Goya. Elle porte le numéro 66 dans la série des 80 gravures. Elle a été publiée en 1799.

## Interprétations de la gravure
Il existe divers manuscrits contemporains qui expliquent les planches des Caprichos. Celui qui se trouve au Musée du Prado est considéré comme un autographe de Goya, mais semble plutôt chercher à dissimuler et à trouver un sens moralisateur qui masque le sens plus risqué pour l'auteur. Deux autres, celui qui appartient à Ayala et celui qui se trouve à la Bibliothèque nationale, soulignent la signification plus décapante des planches.
- Explication de cette gravure dans le manuscrit du Musée du Prado :
Ahí va una bruja a caballo en el diablo cojuelo[3]. Este pobre diablo, de que todos hacen burla, no deja de ser útil algunas veces.
(Là va une sorcière à cheval sur le diable boiteux. Ce pauvre diable, dont tous se moquent, reste cependant utile certaines fois')[4].

- Manuscrit de Ayala :
Ahí va una a caballo en el diablo cojuelo, que es útil algunas veces
(Là va-t-elle à cheval sur le diable boiteux. qui est cependant utile certaines fois')[4].

- Manuscrit de la Bibliothèque nationale :
Las viejas astutas, son las que pierden a los jóvenes; las echan a volar; y enseñan a ser sierpes y garduñas[5] de los bolsillos. 
(Les vieilles rusées sont celles qui perdent les jeunes; elles les font voler et leur enseignent à être serpents et voleuses de bourses)[4].

L'apprentie sorcière à cheval sur un diable boiteux vole en l'air accompagnée d'une chauve-souris, d'un chat et de serpents.

## Technique de la gravure

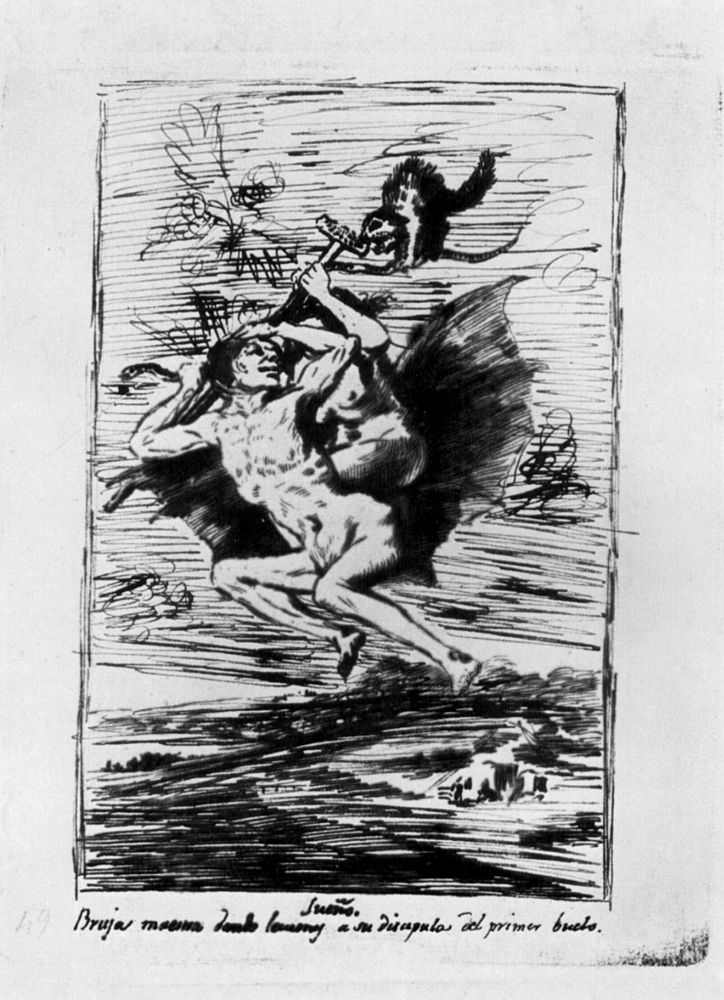
Dessin préparatoire.

L'estampe mesure 205 × 165 mm sur une feuille de papier de 306 × 201 mm.
Goya a utilisé l'eau-forte, l'aquatinte et la pointe sèche.
Le dessin préparatoire est à l'encre de noix de galle, avec des traces de crayon noir. Il porte comme titre: Sueño 5. Bruja maestra dando lecciones a su discipula del primer buelo. Dans la marge supérieure, à droite, au crayon: “5”. Dans l'angle inférieur gauche, au crayon: “49”. Le dessin préparatoire mesure 236 × 171 mm.

## Catalogue
- Numéro de catalogue G02154 de l'estampe au Musée du Prado.
- Numéro de catalogue D04206 du dessin préparatoire au Musée du Prado.
- Numéro de catalogue 51-1-10-66 au Musée Goya de Castres.